# Siva aseksualnost
Siva aseksualnost ili siva seksualnost spektar je između aseksualnosti i seksualnosti. Pojedinci koji se identificiraju sa sivom aseksualnošću nazivaju se sivo-A. Unutar ovog spektra nalaze se pojmovi poput demiseksualni, poluseksualni, aseksualni i seksualni.
Pojava internetskih zajednica, poput Mreže za aseksualnu vidljivost i obrazovanje (AVEN), dala je ovim ljudima mjesto za razgovor o njihovoj orijentaciji.

## Definicije

### Općenito
Siva aseksualnost smatra se sivim područjem između aseksualnosti i seksualnosti, u kojem osoba može seksualnu privlačnost doživjeti samo povremeno. Izraz demiseksualnost skovao je 2008. godine Mreža za aseksualnu vidljivost i obrazovanje (AVEN). Prefiks "demi" potječe od latinskog dimidium što znači "podijeljen na pola". Izraz demiseksualac dolazi od koncepta koji se opisuje kao "na pola puta" između seksualnog i aseksualnog.
Pojam sivo-A obuhvaća niz identiteta pod kišobranom aseksualnosti ili na aseksualnom spektru, uključujući demiseksualnost. Ostali pojmovi u ovom spektru uključuju poluseksualni, aseksualni i seksualni.  Spektar sive A obično uključuje osobe koje vrlo rijetko imaju seksualnu privlačnost; oni to doživljavaju samo pod određenim okolnostima. Sari Locker, edukatorica seksualnosti na Teachers Collegeu sa Sveučilišta Columbia, tvrdila je tijekom intervjua s Micom da sivi aseksualci "osjećaju da su u sivoj zoni između aseksualnosti i tipičnijih seksualnih interesa". Pojedinac koji identificira sivu A može imati bilo kakvu romantičnu orijentaciju, jer seksualni i romantični identitet nisu nužno povezani.

### Demiseksualnost
Demiseksualna osoba ne doživljava seksualnu privlačnost dok ne stvori jaku emocionalnu vezu s budućim partnerom. Definicija "emocionalne veze" razlikuje se od osobe do osobe. Demiseksualci mogu imati bilo koju romantičnu orijentaciju. Ljudi u zajednicama aseksualnog spektra često mijenjaju etikete tijekom svog života, a fluidnost u orijentaciji i identitetu uobičajen je stav.
Demiseksualnost, kao komponenta aseksualnog spektra, uključuje uključivanje u queer aktivističke zajednice kao što su GLAAD i The Trevor Project, a i sama ima finije podjele.
Demiseksualnost je česta tema romantičnih romana koja se naziva obaveznom demiseksualnošću. Unutar fiktivne proze, paradigma seksa koji je istinski ugodan samo kad su partneri zaljubljeni osobina je koja se stereotipno češće povezuje sa ženskim likovima. Intimnost veze također omogućuje ekskluzivnost.

## Zajednica
Internetske zajednice, poput Mreže za aseksualnu vidljivost i obrazovanje (AVEN), kao i web stranice za bloganje kao što je Tumblr, dale su načine sivim As da nađu prihvaćanje u svojim zajednicama. Iako se primjećuje da te osobe imaju različita iskustva u seksualnoj privlačnosti, pojedinci u zajednici dijele svoju identifikaciju unutar spektra. Crna, siva, bijela i ljubičasta zastava obično se koriste za iskazivanje ponosa prema nespolnoj zajednici. Siva traka predstavlja područje sive seksualnosti unutar zajednice.

## Istraživanje
Aseksualnost je općenito relativno nova za akademska istraživanja i javni diskurs.

## Vanjske poveznice
- The Asexual Visibility & Education Network
- Demisexuality Resource Center